# Rain in July/A History of Bad Decisions
Rain in July/A History of Bad Decisions è una raccolta del gruppo musicale britannico Neck Deep, pubblicato il 19 febbraio 2013 dall'etichetta discografica Pinky Swear Records.

## Descrizione
L'album contiene i primi due EP del gruppo, Rain in July (tracce 1-7) e A History of Bad Decisions (tracce 8-10), remissati e rimasterizzati.
L'album è stato pubblicato in formato LP il 19 febbraio 2013 e ristampato il 17 giugno 2014 dalla Hopeless Records, in formato CD e download digitale.

## Tracce
1. Kick It (2014 Version) – 1:34
2. Silver Lining (2014 Version) – 2:46
3. What Did You Expect? (2014 Version) – 3:18
4. Over and Over (2014 Version) – 2:56
5. A Part of Me (feat. Laura Whiteside) (2014 Version) – 3:09
6. I Couldn't Wait to Leave 6 Months Ago (2014 Version) – 2:25
7. All Hype, No Heart (2014 Version) – 0:42
8. Up in Smoke (2014 Version) – 3:10
9. Tables Turned (2014 Version) – 3:23
10. Head to the Ground (2014 Version) – 2:40

## Formazione
Formazione come da libretto.
Neck Deep
- Ben Barlow – voce
- Matt West – chitarra ritmica
- Dani Washington – batteria
- Lloyd Roberts – chitarra solista, cori
- Fil Thorpe-Evans – basso, cori

Cantanti aggiuntivi
- Laura Whiteside – voce (traccia 5)

Produzione
- Sebastian Barlow – produzione, ingegneria del suono, remissaggio
- Michael Fossenkemper – mastering